# Wołosiwci
Wołosiwci (ukr. Волосівці) – wieś na Ukrainie, w obwodzie chmielnickim, w rejonie chmielnickim, w hromadzie Międzybóż. W 2001 liczyła 558 mieszkańców, spośród których 552 wskazało jako ojczysty język ukraiński, a 6 rosyjski.